# ISO 10007
Die ISO-Norm ISO 10007 mit dem Titel „Qualitätsmanagement - Leitfaden für Konfigurationsmanagement“ stellt eine Anleitung für die Anwendung des Konfigurationsmanagements innerhalb einer Organisation dar. Sie ist anwendbar für Produkte und Dienstleistungen von der Konzeption bis zur Entsorgung. Sie definiert die Konzepte und Verantwortlichkeiten rund um die Konfiguration eines Produkts und beschreibt die Aktivitäten des Konfigurationsmanagementprozesses.

## Grundprinzipien
Die ISO 10007 definiert eine Konfiguration als die Summe „miteinander verbundener funktioneller und physischer Merkmale eines Produktes, wie sie in den Konfigurationsangaben beschrieben sind“. Sie definiert eine Konfigurationseinheit als „Einheit innerhalb einer Konfiguration, die eine Endgebrauchsfunktion erfüllt“. 
Sie definiert die Bezugskonfiguration als „genehmigte Konfigurationsangaben, die die Merkmale eines Produkts oder einer Dienstleistung zu einem festgelegten Zeitpunkt und als Grundlage für Tätigkeiten während des gesamten Produkt- oder Dienstleistungslebenszyklus dienen“ und die Konfigurationsbuchführung als „formalisierte Dokumentation und Berichterstattung über die Konfigurationsangaben, den Stand der Änderungsanträge und den Durchführungsstand genehmigter Änderungen“. 
Die ISO 10007 identifiziert die Verantwortlichkeiten des Konfigurationsmanagements, insbesondere die der Verfügungsstelle. Sie beschreibt die Teilprozesse des Konfigurationsmanagementprozesses: 
- Organisation und Planung des Konfigurationsmanagements,
- Konfigurationsidentifizierung,
- Änderungslenkung,
- Konfigurationsbuchführung und
- Konfigurationsaudit.

Ein Anhang stellt Struktur und Inhalt eines Konfigurationsmanagement-Plans vor.

## Normenverweise
Die ISO 10007 verweist auf die Normenreihe ISO 9000 für die Grundsätze und die Begriffe der Qualitätsmanagementsysteme.

## Geschichte
Im Jahr 1979 hat das Technische Komitee ISO/TC 176 „Quality management and quality assurance“ die Normungsarbeit im Bereich Qualitätsmanagement aufgenommen und die Norm ISO 9000 erarbeitet.
Im Jahr 1982 wurde das Unterkomitee SC 2 „Quality management Systems“ gegründet, das sich mit Qualitätsmanagementsystemen befasste und die Normen ISO 9001 für Anforderungen an Qualitätsmanagementsysteme, ISO 9004 als Anleitung zum Erreichen nachhaltigen Erfolgs, ISO 10005 als Leitfaden für Qualitätsmanagementpläne, ISO 10006 als Leitfaden für Qualitätsmanagement in Projekten und ISO 10007 als Leitfaden für Konfigurationsmanagement erarbeitete.
Die erste Version der ISO 10007 wurde im Jahr 1995 veröffentlicht, eine zweite Version folgte im Jahr 2003. Die dritte und zur Zeit aktuelle (Stand Februar 2013) Version der ISO 10007 wurde 2017 herausgegeben.